# Villeroy & Boch
Villeroy & Boch AG è un'azienda tedesca produttrice di ceramica e articoli per la casa. Fondata nel 1748, l'azienda ha sede a Mettlach.

## Storia
Nel 1748 Jean-François Boch apre un laboratorio di ceramica a Audun-le-Tiche, in Lorena, e nel 1767 con il fratello Pierre-Joseph Boch fonda la Jean-François Boch et Frères, presso Septfontaines, in Lussemburgo. Nel 1809 Boch introduce la produzione industriale della ceramica all'interno del nuovo laboratorio di Mettlach, nella Saarland, mentre il fratello sviluppa uno tra i primi programmi di assicurazione per i lavoratori, l'Antonius Guild (1912).

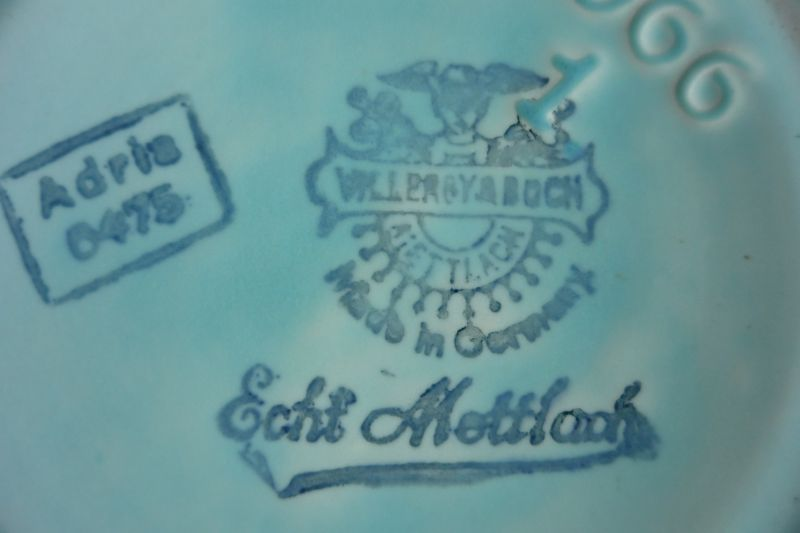
Logo negli anni trenta

Nel 1789 invece Nicholas Villeroy fonda anche lui un laboratorio di decorazione a Wallerfangen. Al fine di competere con l'importazione dall'Inghilterra, nel 1836 le due società si fondono, dando vita alla Villeroy e Boch, impresa che inizia a guadagnarsi il favore del mercato, mentre si consolida anche grazie al matrimonio tra i figli delle due famiglie, avvenuto nel 1842.
Nel corso delle vicissitudini legate alle guerre mondiali, ogni fabbrica viene gestita in maniera autonoma, legata alla sede centrale di Mettlach, ma è dopo la seconda guerra mondiale che l'azienda riparte, puntando sulla divisione ceramica e bagno.
Nel 1987 Villeroy & Boch diventa una Public limited company, nel 1989 acquisisce il 50% dell'olandese Ucosan e nel 1996 la maggioranza della romena Mondial S.A. A partire dal 1998 inizia una ristrutturazione aziendale sulle due divisioni dedicate al bagno e alla tavola, e nel 2004 l'azienda acquisisce la sezione ceramica del messicano Grupo Industrial Saltillo, mentre nel 2007 il 51% della sezione piastrelleria viene ceduto al gruppo turco Eczacıbaşı.

## Riconoscimenti
- Red Dot Design Award: vasca La Belle  (2010), collezione bagno My Nature (2011)
- Business Innovation Award 2004